# 连孢一条线蕨
连孢一条线蕨（学名：Monogramma paradoxa）为书带蕨科一条线蕨属下的一个种。